# Frederikssund
Frederikssund är en tätort och stad med 16 186 invånare (2017) som utgör centralort i Frederikssunds kommun vid Roskildefjorden på Själland i Danmark, väster om Köpenhamn. Staden är slutstation för järnvägslinjen Frederikssundsbanan som trafikeras med S-tåg till Köpenhamn.
Staden grundades på 1600-talet och fick 1650 sitt namn efter Fredrik III av Danmark. Den fick köpstadsrättigheter 1810.
Frederikssund är känt för det årliga vikingaspelet, som ges på en friluftsscen, samt för J.F. Willumsens museum, som invigdes 1957. Orten binds samman med Horns Herred via Kronprins Frederiks Bro över Roskildefjorden, invigd 1935.
Fredrikssund är hemmahamn för veteranångbåten S/S Skjelskør och replikan av vikingskeppet Sif Ege.

## Bilder

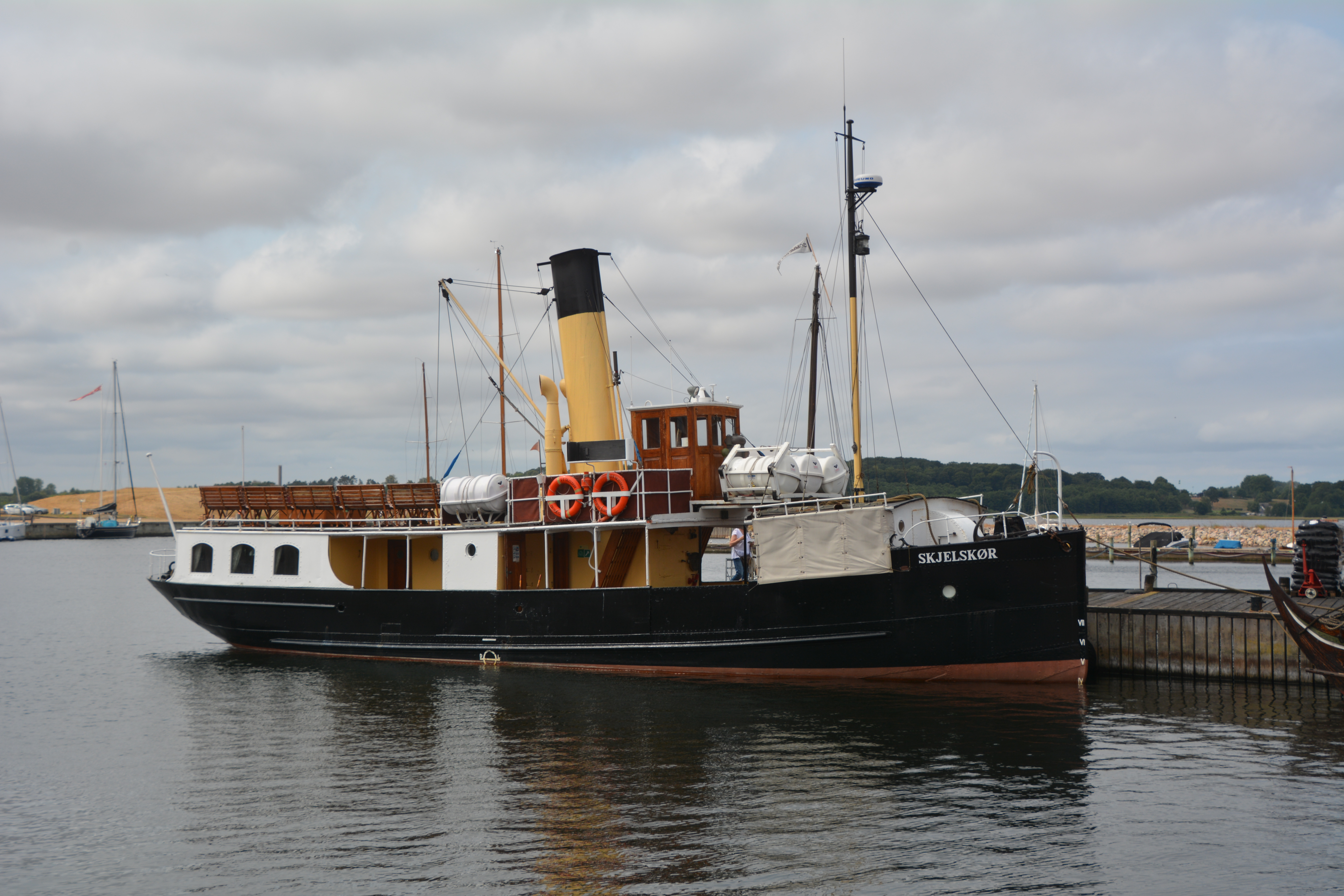
S/S Skjelskør i Frederikssunds hamn.
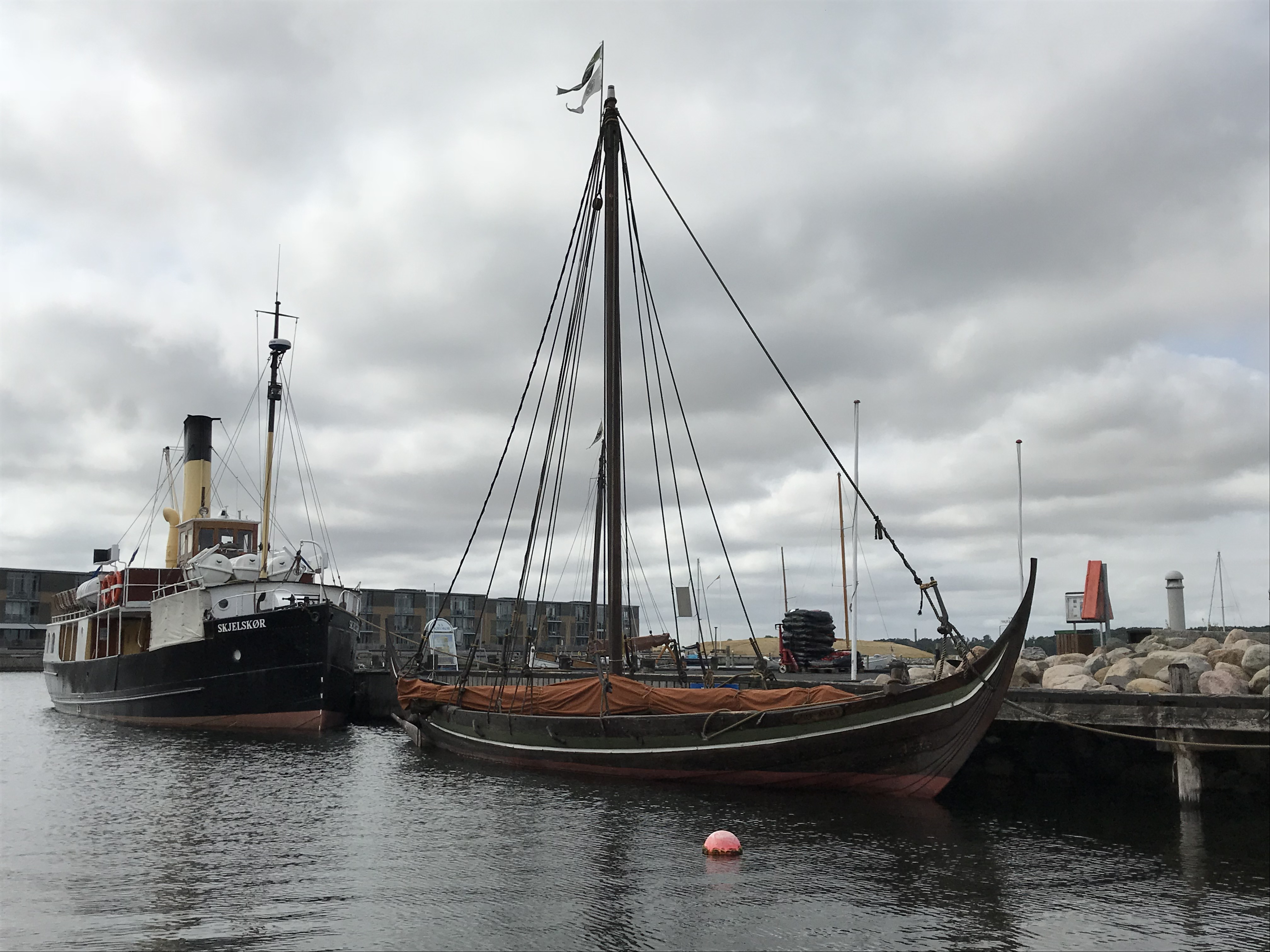
En replika av vikingaskeppet Sif Ege i Frederikssunds hamn i Danmark, framför S/S Skjelskør.
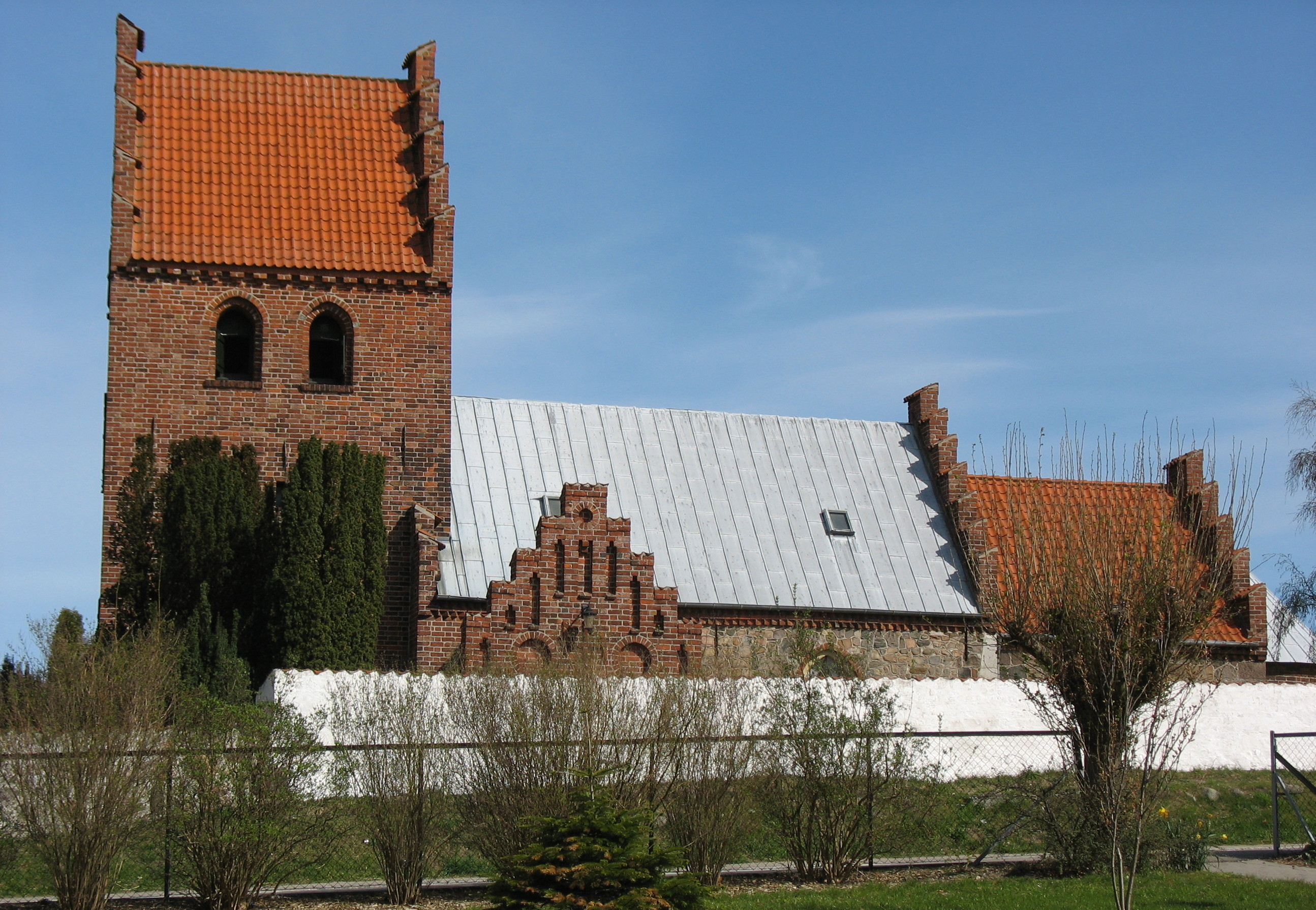
Frederikssunds kyrka.
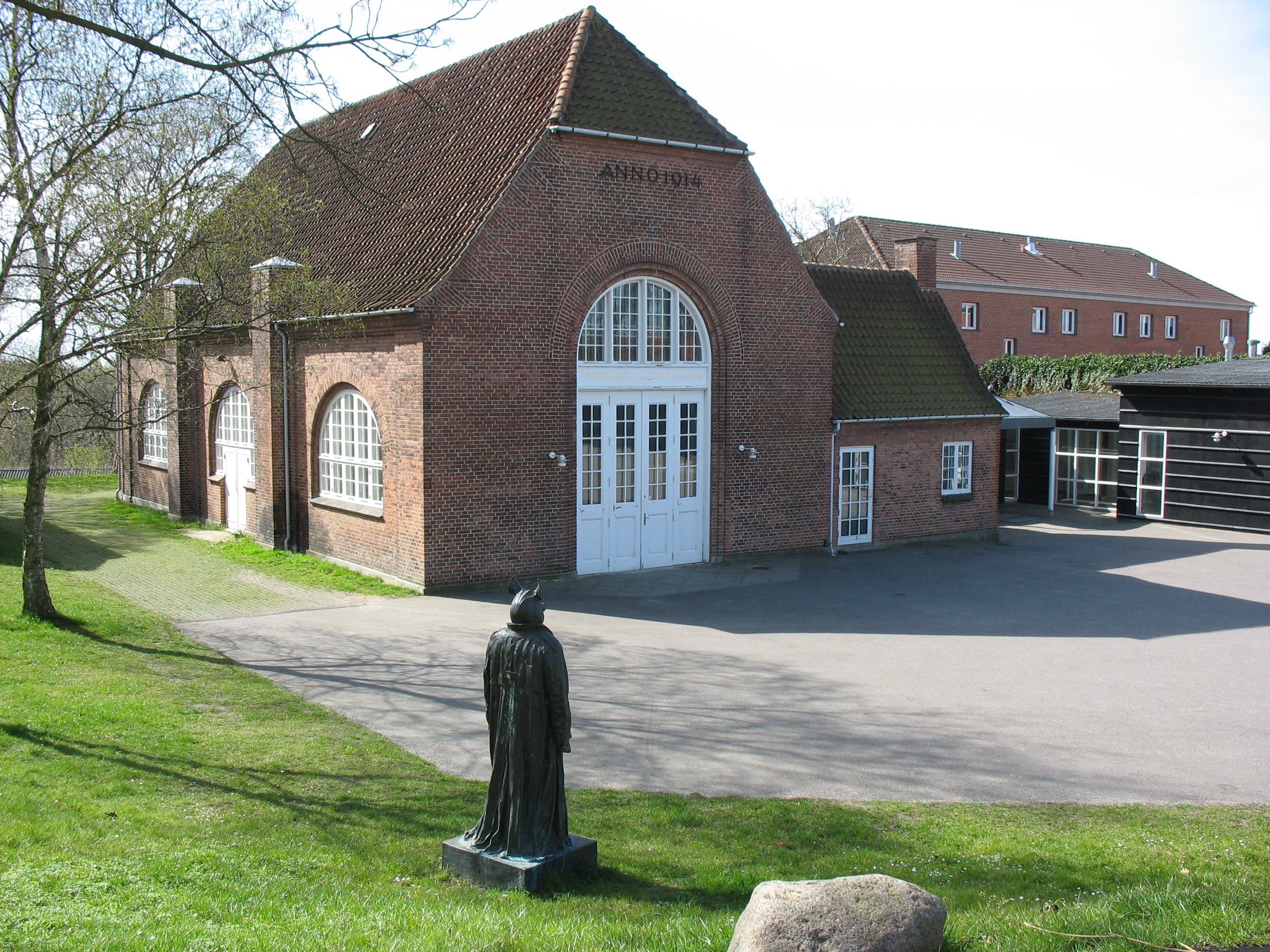
Kulturhuset Elværket.